# José Pujol y Felices
José Pujol [y] Felices (Zaragoza, Aragón; 1628-Zaragoza, 1674) fue un militar e historiador español, cronista mayor de Aragón ad honorem.

## Biografía
Es muy poco lo que se conoce de Pujol y Felices. Se sabe que fue militar, con grado de capitán, lo que no le impidió mantener una gran actividad historiográfica, y que pasó gran parte de su vida en Madrid.
El aspecto más conocido está relacionado con su nombramiento como cronista mayor de Aragón ad honorem en 1661. Ese año, el recién nombrado cronista mayor de Aragón Francisco Diego de Sayas se puso enfermo y la Diputación de Aragón buscó a Miguel Ramón Zapater para ocupar el cargo, mientras Sayas no se recuperase: «[...] y habiendo en este tiempo determinado los diputados que la continuación de la historia fuese menos detenida y se adelantase en lo posible en los reinados siguientes, quedó a cargo del cronista ordinario una parte, y la otra a la del maestro Zapater.» En esa situación fue nombrado también Pujol y Felices cronista mayor de Aragón, aunque en su caso, ad honorem, con todos los honores, pero sin ningún tipo de sueldo o derechos. De Sayas recuperó la salud y retomó su cargo, para volver a caer enfermo en 1664 y ser sustituido temporalmente por José Fernández. De Sayas tuvo que dejar el cargo en 1669, siendo sustituido finalmente por Juan José Porter y Casanate.
Hacia 1654 se sabe que Pujol y Felices fue cronista del reino de León y Castilla.

## Obra
La bibliografía de Pujol fue recopilada por Gómez Uriel (1884-1886).
- Oráculo de la razón de Estado
- Capitulaciones  del  duque  de  Osuna  con  los  gobernadores  de  Portugal (1580)
- Discursos políticos y de defensa del rey